# Faysal Shayesteh
Faysal Shayesteh (Kabul, 10 de juny de 1991) és un futbolista afganès que juga en la demarcació de migcampista.
Va debutar amb la selecció de futbol de l'Afganistan el 13 d'abril de 2014 en un partit amistós contra el Kirguizstan. després d'haver jugat amb els Països Baixos a sub-15 i sub-17. El seu primer gol amb la selecció el va marcar en el seu segon partit amb l'equip, en una trobada amistosa contra Kuwait. A més va formar part del combinat afganès que va participar en els Jocs Asiàtics del 2014.